# Faculdade de Comunicação da Universidade de Brasília
A Faculdade de Comunicação da Universidade de Brasília é a segunda mais antiga instituição da área de comunicação do país. Criada por Pompeu de Sousa junto com a UnB nos anos 1960, ela é uma das mais conceituadas instituições de ensino em sua área de atuação.

## Estrutura
A faculdade está localizada na Ala Norte do Instituto Central de Ciências da UnB, edifício projetado por Oscar Niemeyer.
A instituição conta com sete laboratórios: fotografia, informática, rádio, redação jornalística, edição audiovisual, captação audiovisual, publicidade e estúdio multiuso.
Sua estrutura administrativa é composta por dois departamento, o Departamento de Audiovisuais e Publicidade e o Departamento de Jornalismo.

## Graduação
Atualmente a FAC-UnB mantém dois cursos superiores o de Comunicação Social e o de Comunicação Organizacional

### Comunicação Social
O curso de Comunicação Social da UnB, é o herdeiro do curso de Comunicação de Massa, criado na instituição nos anos 1960. O curso, que oferece 66 vagas por semestre, mantém três habilitações: Jornalismo, Publicidade e Audiovisual.
Até o ano de 2003 a faculdade mantinha as habilitações Cinema e Radialismo, contudo uma reformar currícular naquele ano, unificou as duas habilitações como Audiovisual.
A avaliação de 2012 do Guia do Estudante da Editora Abril a habilitação jornalismo foi avaliada como 5 estrelas, enquanto Audiovisual e Publicidade & Propaganda foram avaliados como sendo 4 estrelas.

### Comunicação Organizacional
Criado em 2009 durante o processo de expansão das universidades públicas brasileiras, o curso é um dos pioneiros do Brasil na área ao incorporar conceitos de marketing, relações públicas e comunicação interna.

## Pós-Graduação
O Programa de Pós Graduação em Comunicação da Fac mantém quatro linhas de pesquisa:
- Jornalismo e Sociedade
- Políticas de Comunicação e de Cultura
- Teorias e Tecnologias da Comunicação
- Imagem e Som

Segundo a mais recente avaliação do Ministério da Educação dos cursos de pós-graduação o PPG-Fac recebeu nota 5.

## Prêmios
A Faculdade de Comunicação da Universidade de Brasília tem acumulado vários prêmios ao longo de seus quase 50 anos de existência:
| 2011          | Prêmio Guia do Estudante Abril | Melhor instituição pública na área Comunicação & Informação* |                           | [ 12 ] |
| 2010          | Prêmio Guia do Estudante Abril | Melhor instituição pública na área Comunicação & Informação* |                           | [ 13 ] |
| 2009          | Prêmio Engenho de Comunicação  | Iniciativa Acadêmica                                         | Revista Campus Repórter   | [ 14 ] |
| 2007          | Prêmio Engenho de Comunicação  | Iniciativa Acadêmica                                         | Câmpus On-Line            | [ 15 ] |
| 2007          | Prêmio Guia do Estudante Abril | Melhor instituição pública na área Comunicação & Informação  |                           | [ 16 ] |
| 2006          | Prêmio Engenho de Comunicação  | Comunicador da comunicação*                                  | SOS Imprensa              | [ 17 ] |
| 2005          | Prêmio Engenho de Comunicação  | Iniciativa Acadêmica                                         | Jornal Laboratório Campus | [ 18 ] |
| (*) Finalista |                                |                                                              |                           |        |